# Guido Pepoli
Guido Pepoli (Bologna, 5 maggio 1560 – Roma, 15 gennaio 1599) è stato un cardinale italiano.

## Biografia
Era il figlio di Cornelio, conte di Castiglione, e di Sulplizia Isolani dei conti di Minerbio.
Dopo aver ricoperto la carica di Tesoriere generale della Camera Apostolica, il 20 dicembre 1589 venne creato cardinale da papa Sisto V.
Dal 15 gennaio 1590 al 6 febbraio 1592 fu cardinale diacono dei Santi Cosma e Damiano e, in seguito, di Sant'Eustachio, fino al 12 giugno 1595.
Fu poi cardinale presbitero di San Biagio all'Anello e, succedendo al cardinale Costanzo da Sarnano, l'8 giugno 1596 divenne cardinale di San Pietro in Montorio, fino alla morte, avvenuta il 15 gennaio del 1599, quando il Pepoli aveva solo 38 anni. La sua salma venne inumata nella chiesa di San Biagio dell'Anello, in Roma.

## Conclavi
Durante il suo periodo di cardinalato, Guido Pepoli partecipò ai seguenti conclavi:
- primo conclave del 1590, che elesse papa Urbano VII
- secondo conclave del 1590, che elesse papa Gregorio XIV
- conclave del 1591, che elesse papa Innocenzo IX
- conclave del 1592, che elesse papa Clemente VIII